# Canal Plassendale-Nieuport
Le Canal de Nieuport à Plasschendaele ou canal Plassendale-Nieuport est un canal qui relie le canal Gand-Ostende à l’Yser au niveau de Nieuport. Il est long d’environ 21 kilomètres pour une largeur d’environ 20 mètres. Les rives sont entièrement protégées par un mur de béton.
Le canal date du milieu du XVIIe siècle. Le but était de relier Gand à la mer car l’accès à l’embouchure de l’Escaut était bloqué par les Pays-Bas lors de la guerre de Quatre-Vingts Ans. En effet, la Flandre zélandaise avait été conquise par les Néerlandais. Le canal Gand-Ostende a donc été prolongé en ajoutant une écluse au niveau de Plasschendaele. Le canal emprunte une partie du tracé historique de l'Yperlée.
Pont-levis sur le canal à :
- Plassendale - Plassendale (Oudenburg)
- Zandvoorde - Oudenburg
- Gistel - Snaaskerke (Gistel)
- Leffinge - Leffinge (Middelkerke)
- Slijpe - Slijpe (Middelkerke)
- Rattevalle - Rattevalle (Middelkerke)

Trop petit pour les péniches modernes, ce canal n'est plus utilisé que par les pêcheurs et les plaisanciers.